# IC 4605
IC 4605 је рефлексиона маглина са звијездама у сазвјежђу Шкорпија која се налази на листи објеката дубоког неба у Индекс каталогу.
Деклинација објекта је - 25° 6' 53" а ректасцензија 16h 30m 12,5s. IC 4605 је још познат и под ознакама LBN 1110, ESO 517-*N8, CED 133.